# Standaardkompas

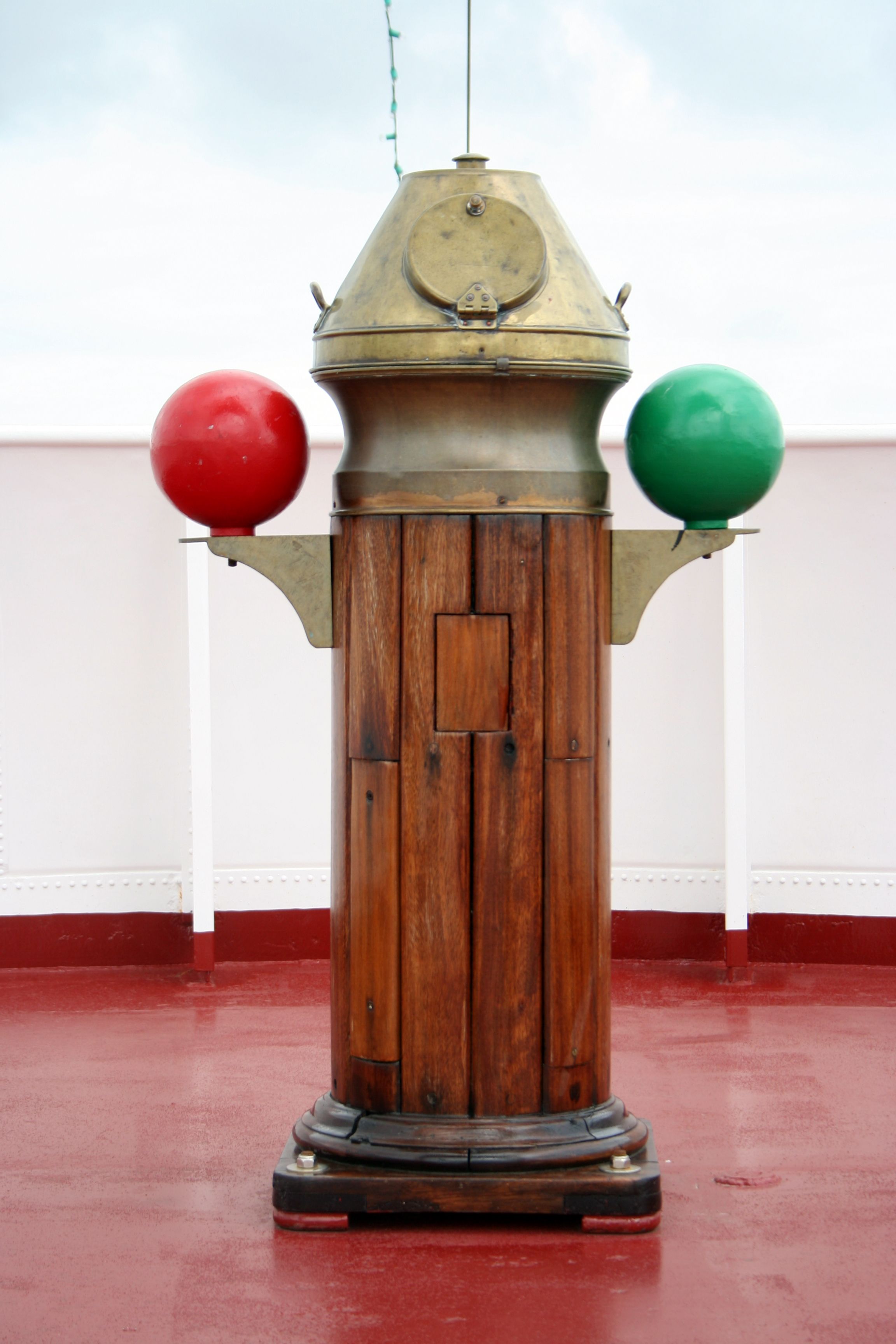
Het magnetisch standaardkompas van het weerschip France I met weekijzeren compensatiebollen, de D-correctoren

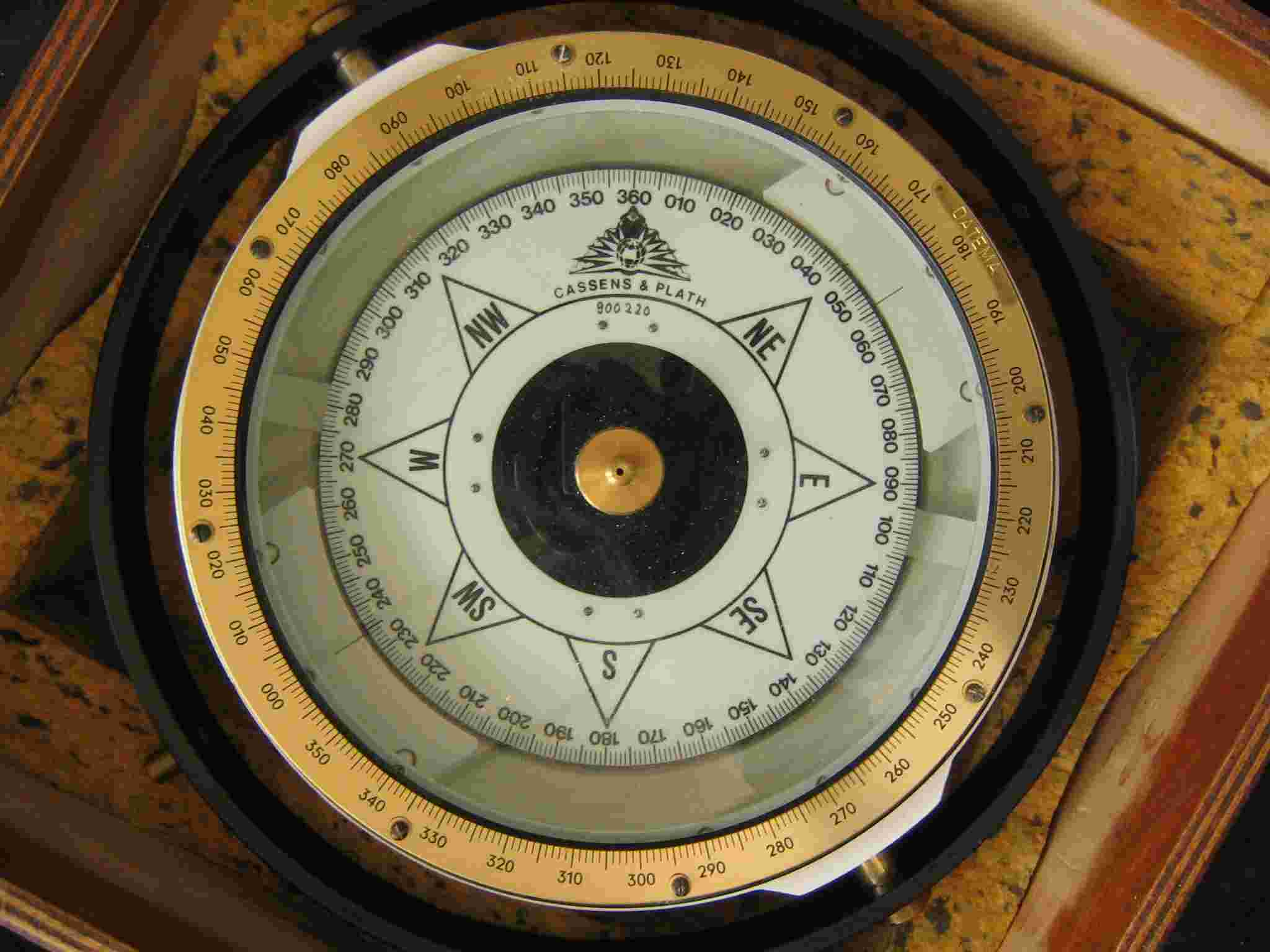
Kompasketel

Het geomagnetisch dipoolveld staat met zijn as 11,3° gekanteld ten opzichte van de aardas

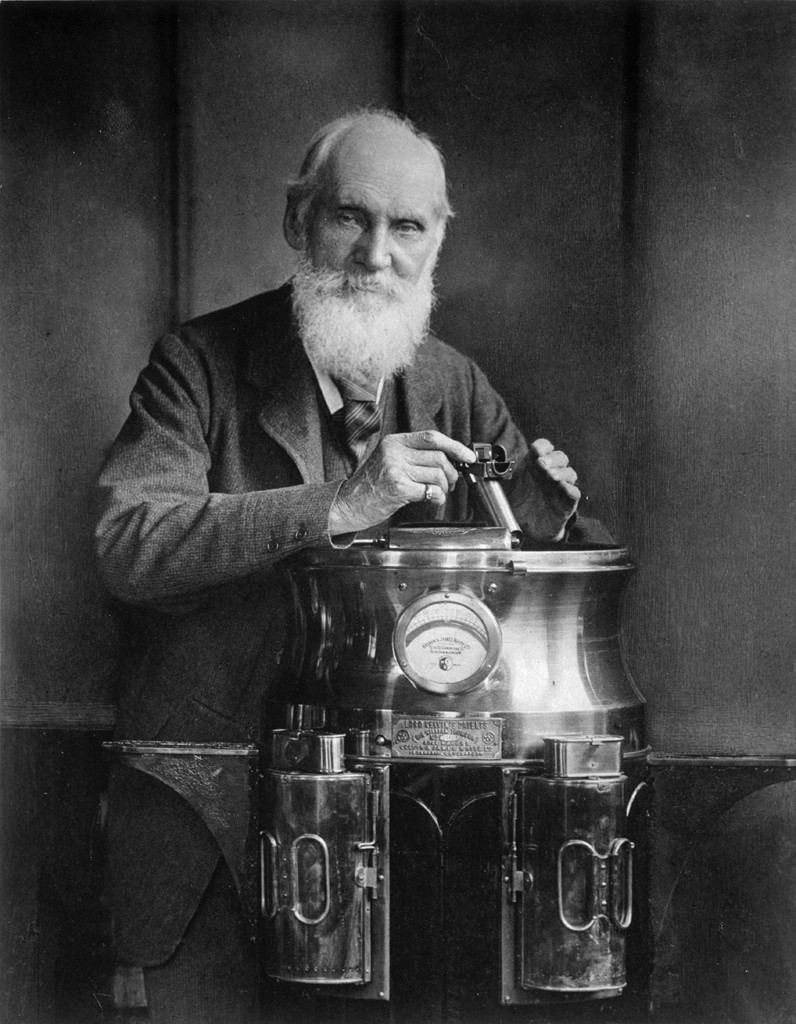
William Thomson met het door hem ontwikkelde Thomson-peiltoestel leunend op een standaardkompas.

Een standaardkompas is een magnetisch kompas in een speciale uitvoering voor gebruik op een schip, waarbij het dient als referentierichting om koersen en peilingen vast te leggen voor navigatiedoeleinden. Het is uitgerust met vloeistofdemping en permanente en weekijzeren compensatiemiddelen.
Het standaardkompas is over het algemeen een secundair kompas, als reserve voor het primaire kompas. Dit primaire kompas is veelal het gyrokompas, soms ook moderne kompassen als de ringlasergyrokompassen en de fibre optic gyrokompassen. Deze maken gebruik van het Sagnac-effect, waarbij twee lichtstralen tegen elkaar indraaien. Fluxgate-kompassen worden wel gebruikt op jachten.

## Beschrijving
Het belangrijkste element van een scheepskompas is de sensor. Deze ringmagneet is gemaakt van een legering van ijzer, aluminium, kobalt, nikkel en tin en is onderdeel van de kompasroos. Deze rust op de kompaspen en bestaat verder uit een drijver die ervoor zorgt dat de drukkracht van de roos minimaal is, de roos waarop de graadverdeling staat en de kompasdop die een zeer harde gepolijste synthetische edelsteen is om de draaiingswrijving met de kompaspen te minimaliseren.
Dit geheel is opgehangen in de met vloeistof gevulde kompasketel die aan de bovenzijde is afgesloten door het dekglas, waarop een centerdop is aangebracht om het peiltoestel te centreren. De kompasketel heeft een zeilstreep die de langsscheepse richting van het kompas aangeeft. De kompasketel is cardanisch opgehangen in het nachthuis dat daarnaast de diverse compensatiemiddelen herbergt.
Het kompas wordt over het algemeen op het schavotje boven de brug geplaatst, zo ver mogelijk van het scheepsstaal. Via een periscoop of afstandskompas is het kompas af te lezen op de brug.

## Aardmagnetisch veld

### Variatie
Doordat de magnetische polen niet op de geografische polen liggen, wijst de veldrichting van het aardmagnetisch veld niet overal naar het ware noorden. Dit hoekverschil tussen de magnetische meridiaan en de geografische meridiaan is de variatie en is niet constant, aangezien de magnetische polen zich verplaatsen. Hoewel deze verandering klein is, kan deze voor de navigatie niet verwaarloosd worden. In een zeekaart kan de variatie voor dat bepaalde gebied worden gevonden met de jaarlijkse verandering. De variatie kan variëren van 0° tot 180°, afhankelijk van de locatie.

### Totale intensiteit
Een magnetisch kompas maakt gebruik van het aardmagnetisch veld waarvan de richting ongeveer overeenkomt met die van het ware noorden. De totale intensiteit T of magnetische fluxdichtheid van het magnetisch veld wordt uitgedrukt in tesla. Deze varieert in grootte, afhankelijk van lokale omstandigheden — zoals de aanwezigheid van ijzererts — en astronomische invloeden zoals zonnevlammen. Ook de richting van T ten opzichte van het vlak van de ware horizon — de inclinatie i — varieert van evenwijdig aan het aardoppervlak aan de magnetische evenaar tot haaks op de magnetische polen. Plaatsen met gelijke inclinatie worden verbonden door isoclinen, waarbij de magnetische evenaar acline wordt genoemd als lijn waar de inclinatie 0° is.

### Horizontale en verticale intensiteit
De kompasroos verkrijgt zijn richting slechts door de horizontale component van de totale intensiteit. Om deze reden wordt deze ontbonden in de horizontale intensiteit H:
{\displaystyle H=T\cos i}
en de verticale intensiteit V:
{\displaystyle V=T\sin i=H\tan i}
Plaatsen met gelijke horizontale intensiteit worden verbonden door isodynamen. Op de polen is H nul en op breedten groter dan 70° is deze al zo klein dat een magnetisch kompas niet bruikbaar meer is.

### Scheepsassenstelsel
Voor compensatiedoeleinden is het zinvol om de horizontale intensiteit H verder te ontbinden in het scheepsassenstelsel van een rechtliggend schip, afhankelijk van de magnetische koers MK. Hierbij is X de langsscheepse component richting voorschip:
{\displaystyle X=H\cos MK}
en is Y de dwarscheepse component richting stuurboord:
{\displaystyle Y=-H\sin MK}
terwijl Z overeenkomt met de verticale intensiteit V.

## Fouten
Een standaardkompas ondervindt de nodige storingen die tot een fout in de aanwijzing leiden. Het kompas zelf ondervindt wrijving tijdens het draaien. Dit is de wrijving tussen kompaspen en kompasdop en de viskeuze weerstand die de kompasroos ondervindt in de dempingsvloeistof. Hierdoor ontstaat een kleine afwijking of deviatie die afhankelijk is van de draairichting van het kompas. Bij langdurig en snel draaien, zal de roos enige vertraging ondervinden. Ook het slingeren van het schip veroorzaakt een fout, de slingerdeviatie.
Daarnaast is er de storende invloed die veroorzaakt wordt door het aanwezige staal in een schip. Dit is onder te verdelen in:
- permanent scheepsmagnetisme;
- transiënt scheepsmagnetisme;
- remanent scheepsmagnetisme.

### Permanent scheepsmagnetisme
Het permanent scheepsmagnetisme ontstaat tijdens de bouw en is afhankelijk van de bouwlocatie, de koersrichting tijdens de bouw, de bouwtijd en de bouwmethode. De eerste maanden is dit nog aan verandering onderhevig, maar daarna is dit constant, afgezien van tussentijdse constructieveranderingen. Het permanent scheepsmagnetisme is te ontbinden in de langsscheepse P-component, de dwarsscheepse Q-component en de verticale R-component. De fout die optreedt door de permanente veldsterkte SE bij magnetische koers MK en kleine helling h is:
{\displaystyle S_{E(perm.)}=P\sin MK+(Q-Rh)\cos MK}

### Transiënt scheepsmagnetisme
Transiënt scheepsmagnetisme ontstaat door de inductie van weekijzer. Bij een schip dat symmetrisch is ten opzichte van het vlak van kiel en stevens kan het in het schip aanwezige weekijzer worden voorgesteld als een aantal staven weekijzer. Het langsscheepse weekijzer wordt dan voorgesteld door een a-staaf voor het doorlopende weekijzer en een g-staaf voor het afgebroken weekijzer. Dwarscheeps weekijzer wordt voorgesteld door de e-staaf en verticaal weekijzer door de c-staaf en de k-staaf. De fout die optreedt door de transiënte veldsterkte SE is:
{\displaystyle S_{E(trans.)}=cH\tan i\sin MK+{a-e \over 2}H\sin 2MK+h\left({c-g \over 2}H+(e-k)H\tan i\cos MK-{c+g \over 2}H\cos 2MK\right)}

### Remanent scheepsmagnetisme
Remanent scheepsmagnetisme is de hysterese ten opzichte van het inducerende veld en is op te heffen door een goede plaatsing van het kompas. In dat geval kan de totale fout SE worden opgesteld als:
{\displaystyle S_{E}=(P+cH\tan i)\sin MK+Q\cos MK+{a-e \over 2}H\sin 2MK+h\left({c-g \over 2}H+(e-k)H\tan i-R)\cos MK-{c+g \over 2}H\cos 2MK\right)}
Hieruit blijkt dat de fout afhankelijk is van H en i, dus de plaats op de aarde, de magnetische koers MK en de helling h. Bij rechtliggend schip is deze laatste nul en vervalt het tweede deel van de formule.

## Deviatie
De genoemde fouten zorgen ervoor dat een magnetisch kompas een afwijking heeft ten opzichte van het magnetische noorden. Deze deviaties zijn op een polyester schip tamelijk klein. Een metalen schip kan aanzienlijke miswijzingen op een kompas veroorzaken, en zeker grotere schepen met bijvoorbeeld een grote lading ijzererts moeten beducht zijn voor deviatie. De kompasformule voor rechtliggend schip die de deviatie uitdrukt is in vereenvoudigde vorm:
{\displaystyle dev=B\sin MK+C\cos MK+D\sin 2MK}
B, C en D zijn de coëfficiënten van de kompasformule. B en C zijn hierbij afhankelijk van de breedte waarop het schip zich bevindt. B valt uit te splitsen in B1 en B2. Ook voor een hellend en slingerend schip is een formule zodat de totale kompasformule wordt uitgedrukt als:
{\displaystyle dev=A+B\sin MK+C\cos MK+Jh\cos MK+D\sin 2MK+E\cos 2MK+r}
Een methode om de deviatie vast te stellen is mogelijk bij kleinere schepen door deze 360° rond een kompaspaal te trekken, waarbij de kompassteller regelmatig een hem bekend punt peilt. Deze afwijking wordt deels gecompenseerd en het overblijvende deel wordt in een deviatietabel opgenomen. Op zee kan de deviatie zelf gemeten worden door het nemen van een azimut. Hierbij wordt een hemellichaam dat zich dicht op de kim bevindt gepeild. Met de nautische almanak is uit te rekenen wat de peiling moet zijn, en het verschil tussen de twee waarden is de miswijzing. De variatie is uit de kaart te halen: het verschil tussen miswijzing en variatie is de deviatie.

## Compenseren

Standaardkompas met compensatiemiddelen:
1. Houten houder;
2. weekijzeren dwarsscheepse D-correctoren;
3. langsscheepse P-magneten;
4. dwarsscheepse Q-magneten;
5. flindersstaaf.

Om de deviatie te reduceren tot kleine waarden wordt een standaardkompas gecompenseerd. Van de coëfficiënten van de kompasformule is de oorzaak van B, C, J en D bekend, zodat deze gecompenseerd kunnen worden. De compensatiemiddelen bestaan uit:
- P-magneten;
- Q-magneten;
- flindersstaaf;
- D-correctoren;
- hellingmagneet.

### P-magneten
De langsscheepse P-component van het permanent scheepsmagnetisme wordt gecompenseerd met de permanente P-magneten die langsscheeps en horizontaal in het nachthuis worden geplaatst. De deviatie die door de P-component wordt veroorzaakt, is het grootst op de koersrichtingen oost en west en de compensatie zal daarom op deze koersen moeten worden uitgevoerd.

### Q-magneten
Om de dwarscheepse Q-component te compenseren, worden één of meerdere permanente Q-magneten dwarscheeps horizontaal in het nachthuis geplaatst, recht onder de kompaspen. Deze compensatie wordt op de koersrichtingen noord en zuid uitgevoerd, omdat deze component hier het grootst is.

### Flindersstaaf
Om de langsscheepse B2-coëfficiënt van het transiënt scheepsmagnetisme te compenseren wordt een zogeheten flindersstaaf verticaal in het vlak van kiel en stevens geplaatst, waarbij de bovenkant zich op gelijke hoogte moet bevinden als de ringmagneet. Ook deze compensatie vindt plaats op de koersrichtingen oost en west. Om B1 en B2 afzonderlijk te bepalen, moet men de metingen verrichten op verschillende breedtes. Bij schepen met een vaargebied dat zich op ongeveer gelijke breedte bevindt, zal de B-coëfficiënt in zijn geheel gecompenseerd worden met de P-magneten.

### D-correctoren
De D-coëfficiënt wordt gecompenseerd met een of twee weekijzeren bollen die dwarsscheeps worden geplaatst. Deze compensatie wordt uitgevoerd op de hoofdtussenstreken 045°, 135°, 225° en 315°.

### Hellingsmagneet
Coëfficiënt J wordt gecompenseerd met een verticale permanente magneet onder het kompas. Compensatie is slecht goed mogelijk voor één breedte en de resterende deviatie is het grootst op de koersrichtingen noord en oost.

### Compensatie
De compensatie wordt uitgevoerd door de compensatiemiddelen te plaatsen op een positie die de kompassteller verwacht gezien de bouw van het schip. Vervolgens worden de volgende stappen doorlopen:
1. het schip wordt op MK 000° gelegd, waarna een kenbaar punt gepeild wordt zodat de deviatie op deze koersrichting kan worden vastgesteld. Met de Q-magneten wordt deze vervolgens nul gemaakt, zodat A, C, E en r nu gecompenseerd zijn;
2. hierna wordt het schip 090° magnetisch voorgelegd en wordt opnieuw de deviatie bepaald. Deze wordt gecompenseerd met de P-magenten en als de verhouding tussen B1 en B2 bekend is ook met de flindersstaaf. Hiermee zijn A, B, E en r gecompenseerd;
3. vervolgens wordt op MK 180° 75% van de deviatie weggewerkt met de Q-magneten;
4. op MK 270° wordt daarna de deviatie met de P-magneten en de flindersstaaf voor 75% gecompenseerd;
5. met de D-correctoren wordt dan op MK 315° de deviatie bestaande uit A en D gecompenseerd;
6. vervolgens wordt de deviatie op MK 000°, 045° en 090° nogmaals gecontroleerd en indien nodig voor 75% gecompenseerd;
7. als de compensatie op deze laatste koersrichtingen niet al te groot was, dan wordt de hellingscompensatie uitgevoerd terwijl het schip oost voorligt met een magnetische balans. Deze wordt geplaatst op de plek van de kompasketel en wordt de hellingmagneet versteld tot de magnetische balans horizontaal staat;
8. hierna wordt het schip opnieuw gedraaid en wordt elke 45° opnieuw de deviatie vastgesteld en eventueel voor 75% gecompenseerd. Zodra de deviatie kleiner is dan 6° wordt op deze koersrichtingen de deviaties die worden gevonden bij het stuurboord en het bakboord rondgaan gemiddeld om de deviatietabel samen te stellen en de coëfficiënten te bepalen.